# Кук, Моррис Луэллин
Моррис Луэллин Кук (также Ллевеллин; англ. Morris Llewellyn Cooke; 11 мая 1872, Карлайл, Пенсильвания — 5 марта 1960) — американский инженер и государственный деятель, специализировался на проблемах электрификации; выпускник Лихайского университета; являлся главой Управления по электрификации сельских районов (REA) в период Нового курса президента Франклина Рузвельта — с мая 1935 года по март 1937 года; в 1950 году президент Гарри Трумэн назначил его председателем Комиссии по политике в области водных ресурсов.

## Работы
- Academic and Industrial Efficiency (1910)
- Scientific Management of the Public Business(1915)
- Our Cities Awake (1918)
- Brazil on the March (1944)
- Organized Labor and Production (1940)
- Giant Power: Large Scale Electrical Development as a Social Factor (1925)
- Modern Manufacturing: A Partnership of Idealism and Common Sense (1919)